# Augusta-Bank
Die Augusta-Bank eG Raiffeisen-Volksbank war eine Genossenschaftsbank mit Hauptsitz in Augsburg. Sie war wie fast alle Genossenschaftsbanken nur in dem jeweiligen Regionalmarkt aktiv. Die Bank entstand 1999 aus den Vorgängerinstituten Augusta-Bank eG und Raiffeisen-Volksbank Augsburg eG. 2002 fand noch eine Fusion mit der kleineren Raiffeisenbank Mühlhausen-Affing eG statt. 
Die Augusta-Bank eG Raiffeisen-Volksbank hatte im Geschäftsjahr 2018 eine Bilanzsumme von ca. 1,544 Mrd. Euro. Die Bank betrieb 2018 im Großraum Augsburg 19 Geschäftsstellen. 
Im Mai 2019 stimmten die Vertreter der Augusta-Bank eG Raiffeisen-Volksbank für eine Fusion mit der VR Bank Kaufbeuren-Ostallgäu zur VR Bank Augsburg-Ostallgäu.